# Démons dans le jardin
Pour plus de détails, voir Fiche technique et Distribution.
Démons dans le jardin (Demonios en el jardín) est un film espagnol réalisé par Manuel Gutiérrez Aragón, sorti en 1982.

## Synopsis
Dans un village espagnol, Gloria s'occupe de ses deux fils, Óscar et Juan, qui se disputent fréquemment.

## Fiche technique
- Titre : Démons dans le jardin
- Titre original : Demonios en el jardín
- Réalisation : Manuel Gutiérrez Aragón
- Scénario : Manuel Gutiérrez Aragón et Luis Megino
- Musique : Javier Iturralde
- Photographie : José Luis Alcaine
- Montage : José Salcedo
- Société de production : Luis Megino
- Pays :  Espagne
- Genre : Drame
- Durée : 97 minutes
- Dates de sortie : 
  -  Espagne : 23 septembre 1982 (festival international du film de Saint-Sébastien), 25 octobre 1982
  -  France : 28 octobre 1987

## Distribution
- Ángela Molina : Ángela
- Ana Belén : Ana
- Encarna Paso : Gloria
- Imanol Arias : Juan
- Eusebio Lázaro : Óscar
- Rafael Díaz : Osorio
- Jorge Roelas : Tono
- Amparo Climent : Doncella
- Álvaro Sánchez Prieto : Juanito

## Distinctions
Au festival international du film de Saint-Sébastien, le film a reçu la Coquille d'or et le prix FIPRESCI.